# Women's French Cup
La AMOS Women's French Cup est une compétition amicale inter-clubs féminine de football créée en 2017 qui se déroule à Toulouse. Elle se dispute entre 4 clubs sur invitation.

## Histoire
Créée en 2017 sous le nom de Toulouse International Ladies Cup, la première édition se déroule au stade Ernest-Wallon du 25 au 27 août. C'est le premier tournoi international professionnel féminin en France. Le Montpellier HSC remporte la compétition. 

## Palmarès

### Par année
| Année | Vainqueur                                           | 2e place                                            | 3e place                                            | 4e place                                            |
| ----- | --------------------------------------------------- | --------------------------------------------------- | --------------------------------------------------- | --------------------------------------------------- |
| 2017  | Montpellier HSC                                     | Olympique lyonnais                                  | Manchester City                                     | Liverpool                                           |
| 2018  | Arsenal                                             | Paris Saint-Germain                                 | Bayern Munich                                       | Montpellier HSC                                     |
| 2019  | Montpellier HSC                                     | Paris Saint-Germain                                 | Bayern Munich                                       | Chelsea                                             |
| 2020  | Tournoi annulé en raison de la pandémie de Covid-19 | Tournoi annulé en raison de la pandémie de Covid-19 | Tournoi annulé en raison de la pandémie de Covid-19 | Tournoi annulé en raison de la pandémie de Covid-19 |
| 2021  | Bayern Munich                                       | AS Roma                                             | Olympique lyonnais                                  | Paris Saint-Germain                                 |
| 2022  | Bayern Munich                                       | Manchester United                                   | FC Barcelone                                        | Paris Saint-Germain                                 |
| 2023  | Paris Saint-Germain                                 | AC Milan                                            | Atlético Madrid                                     | Liverpool                                           |
| 2024  | AS Roma                                             | Athletic Bilbao                                     | Paris FC                                            | PSV Eindhoven                                       |

### Par club
| Club                | Victoires | 2es places | 3es places | 4es places | Participations |
| ------------------- | --------- | ---------- | ---------- | ---------- | -------------- |
| Bayern Munich       | 2         | 0          | 2          | 0          | 4              |
| Montpellier HSC     | 2         | 0          | 0          | 1          | 3              |
| Paris Saint-Germain | 1         | 2          | 0          | 2          | 5              |
| AS Roma             | 1         | 1          | 0          | 0          | 2              |
| Arsenal             | 1         | 0          | 0          | 0          | 1              |
| Olympique lyonnais  | 0         | 1          | 1          | 0          | 2              |
| Manchester United   | 0         | 1          | 0          | 0          | 1              |
| AC Milan            | 0         | 1          | 0          | 0          | 1              |
| Athletic Bilbao     | 0         | 1          | 0          | 0          | 1              |
| Manchester City     | 0         | 0          | 1          | 0          | 1              |
| FC Barcelone        | 0         | 0          | 1          | 0          | 1              |
| Atlético Madrid     | 0         | 0          | 1          | 0          | 1              |
| Paris FC            | 0         | 0          | 1          | 0          | 1              |
| Liverpool           | 0         | 0          | 0          | 2          | 2              |
| Chelsea             | 0         | 0          | 0          | 1          | 1              |
| PSV Eindhoven       | 0         | 0          | 0          | 1          | 1              |

### Par pays
| Pays       | Victoires | 2es places | 3es placess | 4es places | Participations |
| ---------- | --------- | ---------- | ----------- | ---------- | -------------- |
| France     | 3         | 3          | 2           | 3          | 11             |
| Allemagne  | 2         | 0          | 2           | 0          | 4              |
| Italie     | 1         | 2          | 0           | 0          | 3              |
| Angleterre | 1         | 1          | 1           | 3          | 6              |
| Espagne    | 0         | 1          | 2           | 0          | 3              |
| Pays-Bas   | 0         | 0          | 0           | 1          | 1              |